# 徐州工业园区
徐州工业园区是中国江苏省徐州市贾汪区的一个省级经济开发区。总体规划面积111平方公里，管辖79.15平方公里。辖区以工业园区管委会之名，列为贾汪区的一个类似乡级单位。

## 行政区划
下辖以下地区：
南庄社区、泉河社区、岗子社区、庄庄社区和韩场社区。2017年时，另有白集村。

## 备注
1. ↑  据《徐州工业园区2017年2月出勤、班子成员驻镇、驻村情况公示[2]》中驻村情况可知，行政上徐州工业园区与工业园区管委会为同一单位。
2. ↑  见《徐州工业园区2017年2月出勤、班子成员驻镇、驻村情况公示[2]》。